# 479
479 (CDLXXIX) var ett normalår som började en måndag i den julianska kalendern.

## Händelser

### Okänt datum
- Den kinesiska Songdynastin tar slut och den södra Qidynastin inleds genom att Qi Gaodi blir dess förste härskare.

## Avlidna
- Samgeun, kung av det koreanska kungariket Baekje.